# Rošov estar
 Rošov estar (metil 3-hidroksi-2-metilpropionat) je hemijsko jedinjenje sa formulom . On se javlja u obliku dva enantiomera. Oba su komercijalno dostupna i nalaze široku primenu kao početni blokovi za sintezu mnogih jedinjenja uključujući diktiostatin, diskodermolid i spongidepsin.

## Spoljašnje veze
- R-(-)-Roche ester at Chemical Book